# Always Look on the Bright Side of Life
„Always Look on the Bright Side of Life” (Увек гледај ведрију страну живота) је песма коју је написао Ерик Ајдл 1979. године за финалну сцену филма Монти Пајтон — Житије Брајаново. 
Песма је постала популарна и често се изводи на јавним догађајима, као што су фудбалске утакмице, а један у пет Британаца би желео да се песма пева на његовој сахрани.

## Опис
Песма се чује у финалној сцени филма Монти Пајтон — Житије Брајаново. Протагониста филма Брајан Коен (Грејам Чепмен) је осуђен на смрт распећем и упада у малодушност и бес након што га бројни познаници нису хтели спасити. Осуђеник до њега (Ерик Ајдл) га теши и говори му да посматра смрт са ведрије стране живота. Певању песме се придружују и други осуђеници са суседних крстова (према сценарију 140, али у кадру се види само 23).

## Утицај
- Пошто је аргентинско вадзухопловство у Фокландском рату потопило британски разарач ХМС Шефилд, посада је певала ову песму док је гледала како брод тоне.
- Песма се певала на сахрани Грејама Чепмена 1989. године.
- На завршној церемонији Олимпијских игара у Лондону 12. августа 2012, Ерик Ајдл је певао ову песму као део тачке у коме Ајдл обучен у циркуског акробату не успева да буде избачен из топа.